# کریم ازاموم
کریم ازاموم (انگلیسی: Karim Azamoum؛ زادهٔ ۱۷ ژانویهٔ ۱۹۹۰) بازیکن فوتبال اهل فرانسه است.
از باشگاه‌هایی که در آن بازی کرده‌است می‌توان به باشگاه فوتبال تروا اشاره کرد.